# Goričica pri Ihanu
Goričica pri Ihanu je naselje v Občini Domžale.